# 安德烈·德·塞薩里斯
安德烈·德·塞薩里斯（義大利語：Andrea de Cesaris，1959年5月31日—2014年10月5日）是一位義大利賽車手。他總共出賽208場一級方程式賽車大獎賽，但是沒有任何一場奪冠，這使他持有最長生涯無奪冠的紀錄。他在職業生涯早期發生一連串事故，使他獲得「安德烈·德撞車里斯」（Andrea de Crasheris）的綽號。不過這個綽號隨著他晚年生涯的穩定，而不再如此常出現了。
1982年時，22歲的德·塞薩里斯在美西大獎賽因為排位成績顛倒的關係，成為當時最年輕從桿位起跑的車手。
德·塞薩里斯在2014年10月5日駕駛摩托車在羅馬的A90高速公路上時，車輛失控撞上護欄而身亡。